# Flunoxaprofene
Il flunoxaprofene è un farmaco chirale antinfiammatorio non steroideo (FANS), appartenente alla classe degli acidi arilpropionici. Il farmaco è dotato anche di attività analgesica ed antipiretica.

## Meccanismo di azione
Il flunoxaprofene sembra agire inibendo la cicloossigenasi e, di conseguenza, la sintesi di trombossano B2 e di prostaglandina PGE2, che agiscono in qualità di co-mediatori del processo infiammatorio.

Il composto non sembra esplicare alcun'attività sulla lipoossigenasi.

In vivo il farmaco esercita anche un'attività inibitoria della chemiotassi dei leucociti polimorfonucleati e della ornitina decarbossilasi.

## Farmacocinetica
Il flunoxaprofene ha una buona biodisponibilità sia dopo la somministrazione orale che dopo la somministrazione rettale (rispettivamente il 66% e 73%).

Il picco plasmatico di 8-9 µg/ml viene raggiunto circa un'ora dopo la somministrazione orale e dopo circa 6-7 ore a seguito della somministrazione rettale.

Lo steady-state si raggiunge entro il secondo giorno di terapia.

Il farmaco si lega ampiamente alle proteine plasmatiche e ha un'emivita di eliminazione di 6,3 ore. Il volume di distribuzione è di 0,03 l/kg.

Il flunoxaprofene viene metabolizzato a livello epatico. Il 16% di farmaco viene eliminato in forma immodificata, mentre il resto sotto forma di glucuronide. Il 63% di una dose viene eliminato per via renale entro 24 ore.

## Tossicologia
Nel topo la DL50 dopo somministrazione orale è di circa 1200 mg/kg.

## Usi clinici
Il flunoxaprofene, come tutti i FANS, è impiegato nel trattamento locale o sistemico di stati infiammatori, in particolare nella artrosi e nelle affezioni osteoartritiche, nella artrite reumatoide. 
L'applicazione topica di preparati in gel contenenti flunoxaprofene si è dimostrata un trattamento sicuro dell'infiammazione e del dolore, specialmente in considerazione della mancanza di un significativo assorbimento sistemico del farmaco.

## Dosi terapeutiche
Il flunoxaprofene è disponibile in compresse, supposte, soluzione allo 0,1% per uso vaginale, gel al 5% per uso dermatologico.

Per via orale il dosaggio da somministrare è in genere di 100 mg, 1-2 volte al giorno. Per via rettale il dosaggio si eleva a 200 mg, 1-2 volte al giorno.

## Effetti collaterali
Il flunoxaprofene può causare pirosi, nausea, vomito, diarrea, flatulenza, prolungamento del tempo di protrombina, cefalea, vertigini.

Per l'azione sulle prostaglandine il farmaco può determinare interferenza con alcuni tipi dfi antiipertensivi, in particolare l'etozolina

## Controindicazioni
Il flunoxaprofene è controindicato in caso di ipersensibilità nota, ulcera peptica, grave insufficienza renale. Non è consigliato in gravidanza e durante l'allattamento.

Il farmaco deve essere somministrato con estrema cautela a soggetti affetti da insufficienza epatica o renale per evitare fenomeni di accumulo.